# Barry Veneman
Barry Veneman (Zwolle, 22 marzo 1977) è un pilota motociclistico olandese, ritiratosi dall'attività agonistica.
Anche suo figlio Loris Veneman gareggia come pilota motociclistico professionista.

## Carriera
La sua carriera nelle competizioni internazionali di motociclismo ha inizio nella Superstock 1000 FIM Cup dove esordisce nel 1999 con una Honda e raggiunge il nono posto nel campionato europeo del 2000 guidando una Yamaha.
Passa poi al motomondiale nel 2001 dove partecipa nella classe 500 in sella ad una Honda NSR 500 V2 del team Dee Cee Jeans Racing, raccogliendo durante la stagione 4 punti complessivi che lo portano ad essere classificato al 24º posto finale. Nel 2002 e 2003 conquista il titolo nazionale olandese nella categoria Supersport sino a 600 cm³; contemporaneamente iniziano le sue presenze nel campionato mondiale Supersport che si protrarranno vari anni.
Nel 2009 partecipa al campionato mondiale Supersport con una Suzuki GSX-R600 del team Hoegee Suzuki. Il 13 giugno 2009, a seguito del ritiro per problemi economici del team Hoegee, prosegue il campionato mondiale Supersport con una Honda CBR600RR del team Ten Kate Racing. Conclude la stagione al tredicesimo posto nella classifica generale con 58 punti, ottenendo come miglior risultato in gara il sesto posto nel Gran Premio dell'Unione Europea tenutosi sul circuito di Donington Park.
Nel 2011 viene chiamato dal team BMW Motorrad Italia per sostituire nella gara di Assen l'infortunato James Toseland. 

## Risultati in gara

### Motomondiale
| 2001 | Classe | Moto  |     |    |     |    |     |  |    |     |     |    |    |    |    |    |     |    | Punti | Pos. |
| ---- | ------ | ----- | --- | -- | --- | -- | --- |  | -- | --- | --- | -- | -- | -- | -- | -- | --- | -- | ----- | ---- |
| 2001 | 500    | Honda | Rit | 19 | Rit | 14 | Rit |  | 17 | Rit | Rit | 16 | 15 | 15 | 16 | 18 | Rit | 17 | 4     | 24º  |

| Legenda | 1º posto        | 2º posto            | 3º posto            | A punti      | Senza punti        | Grassetto – Pole position Corsivo – Giro più veloce |
| Legenda | Gara non valida | Non qual./Non part. | Ritirato/Non class. | Squalificato | '-' Dato non disp. | Grassetto – Pole position Corsivo – Giro più veloce |

### Campionato mondiale Supersport
| 2002 | Moto   |  |  |  |  |  |  |  |  |  |  |    |  |  |  | Punti | Pos. |
| ---- | ------ |  |  |  |  |  |  |  |  |  |  | -- |  |  |  | ----- | ---- |
| 2002 | Yamaha |  |  |  |  |  |  |  |  |  |  | 20 |  |  |  | 0     |      |

| 2003 | Moto  |  |  |  |    |    |  |  |    |    |  |  |  |  |  | Punti | Pos. |
| ---- | ----- |  |  |  | -- | -- |  |  | -- | -- |  |  |  |  |  | ----- | ---- |
| 2003 | Honda |  |  |  | 13 | 14 |  |  | 19 | 10 |  |  |  |  |  | 11    | 24º  |

| 2004 | Moto   |  |  |  |  |    |  |  |    |  |    |  |  |  |  | Punti | Pos. |
| ---- | ------ |  |  |  |  | -- |  |  | -- |  | -- |  |  |  |  | ----- | ---- |
| 2004 | Suzuki |  |  |  |  | 11 |  |  | 10 |  | 12 |  |  |  |  | 15    | 20º  |

| 2005 | Moto   |  |  |   |    |   |    |    |    |  |  |  |  |  |  | Punti | Pos. |
| ---- | ------ |  |  | - | -- | - | -- | -- | -- |  |  |  |  |  |  | ----- | ---- |
| 2005 | Suzuki |  |  | 7 | 12 | 6 | 12 | 10 | NP |  |  |  |  |  |  | 33    | 14º  |

| 2006 | Moto   |    |     |    |     |    |    |     |    |   |    |    |     |  |  | Punti | Pos. |
| ---- | ------ | -- | --- | -- | --- | -- | -- | --- | -- | - | -- | -- | --- |  |  | ----- | ---- |
| 2006 | Suzuki | 25 | Rit | 10 | Rit | 18 | 16 | Rit | 15 | 6 | NP | 13 | Rit |  |  | 20    | 22º  |

| 2007 | Moto   |   |   |    |     |   |   |    |    |    |   |    |     |    |  | Punti | Pos. |
| ---- | ------ | - | - | -- | --- | - | - | -- | -- | -- | - | -- | --- | -- |  | ----- | ---- |
| 2007 | Suzuki | 9 | 8 | 14 | Rit | 4 | 5 | 10 | 13 | 10 | 8 | 10 | Rit | 23 |  | 70    | 8º   |

| 2008 | Moto   |   |    |     |   |     |    |   |   |   |   |   |   |     |  | Punti | Pos. |
| ---- | ------ | - | -- | --- | - | --- | -- | - | - | - | - | - | - | --- |  | ----- | ---- |
| 2008 | Suzuki | 6 | 20 | Rit | 7 | Rit | NP | 8 | 5 | 6 | 4 | 5 | 2 | Rit |  | 92    | 8º   |

| 2009 | Moto           |    |    |   |   |    |     |    |     |   |    |    |    |     |   | Punti | Pos. |
| ---- | -------------- | -- | -- | - | - | -- | --- | -- | --- | - | -- | -- | -- | --- | - | ----- | ---- |
| 2009 | Suzuki e Honda | 13 | 10 | 8 | 8 | 13 | Rit | 14 | Rit | 6 | 11 | 12 | 14 | Rit | 9 | 58    | 13º  |

| Legenda | 1º posto        | 2º posto            | 3º posto           | A punti      | Senza punti        | Grassetto – Pole position Corsivo – Giro più veloce |
| Legenda | Gara non valida | Non qual./Non part. | Ritirato/Non class | Squalificato | '-' Dato non disp. | Grassetto – Pole position Corsivo – Giro più veloce |

### Campionato mondiale Superbike
| 2011 | Moto |  |  |  |  |    |    |  |  |  |  |  |  |  |  |  |  |  |  |  |  |  |  |  |  |  |  |  |  | Punti | Pos. |
| ---- | ---- |  |  |  |  | -- | -- |  |  |  |  |  |  |  |  |  |  |  |  |  |  |  |  |  |  |  |  |  |  | ----- | ---- |
| 2011 | BMW  |  |  |  |  | 13 | 17 |  |  |  |  |  |  |  |  |  |  |  |  |  |  |  |  |  |  |  |  |  |  | 3     | 30º  |

| Legenda | 1º posto        | 2º posto            | 3º posto           | A punti      | Senza punti        | Grassetto – Pole position Corsivo – Giro più veloce |
| Legenda | Gara non valida | Non qual./Non part. | Ritirato/Non class | Squalificato | '-' Dato non disp. | Grassetto – Pole position Corsivo – Giro più veloce |